# Rábah Bítát repülőtér
Az Rábah Bítát repülőtér (IATA: AAE, ICAO: DABB) Algéria egyik nemzetközi repülőtere, amely Annaba közelében található. Éves utasforgalma 530 709 fő (2016).

## Futópályák
A repülőtér futópályái:
- 05/23 (2290 m, 45 m, aszfalt)
- 18/36 (3000 m, 45 m, aszfalt)

## Légitársaságok és úticélok
| Légitársaság     | Célállomások                                                                   |
| ---------------- | ------------------------------------------------------------------------------ |
| Air Algérie      | Algiers, Istanbul, Lyon, Marseille, Oran, Párizs–Charles de Gaulle, Paris–Orly |
| Tassili Airlines | Algiers, El Oued, Hassi Messaoud                                               |
| Volotea          | Marseille (2021 szeptember 18-tól)                                             |

## Forgalom
Az utasforgalom az elmúlt években az alábbi módon változott:
| Utasok száma | 350 000 | 372 244 | 386 607 | 402 585 | 446 846 | 462 003 | 489 739 | 553 349 | 520 493 | 105 229 |
|              | 2005    | 2007    | 2008    | 2010    | 2012    | 2013    | 2015    | 2017    | 2018    | 2020    |